# المراغ (القبيطة)

تعديل مصدري - تعديل

المراغ هي إحدى قرى عزلة كرش بمديرية القبيطة التابعة لمحافظة لحج، بلغ تعداد سكانها 186 نسمة حسب تعداد اليمن لعام 2004.